# Liste der denkmalgeschützten Objekte in Irnfritz-Messern
Die Liste der denkmalgeschützten Objekte in Irnfritz-Messern enthält die 19 denkmalgeschützten, unbeweglichen Objekte der Gemeinde Irnfritz-Messern.

## Denkmäler
| Foto |                 | Denkmal                                                                      | Standort                                                         | Beschreibung | Metadaten |
| ---- | --------------- | ---------------------------------------------------------------------------- | ---------------------------------------------------------------- | --- | --- |
| ja   | Datei hochladen | Ortskapelle Dorna HERIS-ID: 49597 Objekt-ID: 53492                           | gegenüber Dorna 3 Standort KG: Dorna                             | Die im späten 19. Jahrhundert errichtete Ortskapelle von Dorna ist ein einfacher Bau mit Westturm und halbkreisförmiger Apsis. | BDA-Hist.: Q38034868 Status: § 2a Stand der BDA-Liste: 2025-06-30 Name: Ortskapelle Dorna GstNr.: 1                                                                                                 |
| ja   | Datei hochladen | Burgruine Grub HERIS-ID: 33976 Objekt-ID: 31831                              | Grub 13 Standort KG: Grub                                        | Die über den Tälern der Großen Taffa und des Farnbaches erhöht auf dem nach drei Seiten abfallenden Gelände gelegene Burg wurde 1767 zerstört. Sie ist von Norden über einen Halsgraben und eine Wallmauer zugänglich. Die starke, ursprünglich rechteckige Umfassungsmauer ist zum Teil abgerutscht. Mauer und Burg wurden aus Marmorbruchstein aus der Region erbaut. Der unregelmäßige Burghof verfügt über instandgesetzte Gebäude im Norden und im Osten. Im Süden liegt ein ehemals freistehender Palas aus der Zeit um 1070/1080, daneben ein quadratischer, in der oberen Zone abgerundeter, nach Süden vorspringender Bergfried aus dem frühen 13. Jahrhundert. Er hat bis zu drei Meter dicke Mauern und wurde in jüngerer Zeit wieder begehbar gemacht. Die Burg hat außerdem ein eingemauertes Schulterbogenportal aus der Zeit um 1400. | BDA-Hist.: Q872863 Status: Bescheid Stand der BDA-Liste: 2025-06-30 Name: Burgruine Grub GstNr.: 2 Burg Grub (Messern)                                                                              |
| ja   | Datei hochladen | Ehem. Burgkapelle hl. Veit HERIS-ID: 49873 Objekt-ID: 54137                  | bei Haselberg 20 Standort KG: Haselberg                          | Die erhöht inmitten des Dorfes auf dem Hausberg gelegene Ortskapelle St. Veit geht auf eine ehemalige Burgkapelle zurück, von deren gotischem Kern noch der Chor mit Fünfachtelschluss und ein kurzes, flach gedecktes Langhausjoch erhalten sind. Der schlichte Außenbau ist durch einen neueren Giebelreiter und zwei spitzbogige Fenster des 14. Jahrhunderts gegliedert. Innen im Chor ist ein Kreuzrippengewölbe aus der Zeit um 1400 mit einem runden Schlussstein zu sehen, außerdem eine spitzbogige Sakramentsnische und eine gotische Piscina. Die tonnengewölbte Sakristei ist im Norden durch ein gotisches Schulterbogenportal aus der Zeit um 1400 zugänglich. Innen befinden sich ein kleiner Rankenaltar mit einem Bild des hl. Veit, bezeichnet mit 1713, und sitzende Engelsfiguren. Zur weiteren Ausstattung zählen eine kniende Johannes-Nepomuk-Statue aus der ersten Hälfte des 18. Jahrhunderts und eine Glocke des 16. Jahrhunderts. | BDA-Hist.: Q38036619 Status: § 2a Stand der BDA-Liste: 2025-06-30 Name: Ehem. Burgkapelle hl. Veit GstNr.: 53 Ehemalige Burgkapelle Haselberg                                                       |
| ja   | Datei hochladen | Aufnahmsgebäude Irnfritz HERIS-ID: 59999 Objekt-ID: 71747                    | Bahnhofplatz 1 Standort KG: Irnfritz                             | Der Bahnhof mit seinem hohen Giebelrisalit und dem seitlichen Bahngebäude ist in den Jahren 1910 bis 1956 entstanden. | BDA-Hist.: Q38089586 Status: Bescheid Stand der BDA-Liste: 2025-06-30 Name: Aufnahmsgebäude Irnfritz GstNr.: 653/1 Aufnahmsgebäude Bahnhof Irnfritz                                                 |
| ja   | Datei hochladen | Ortskapelle hl. Florian HERIS-ID: 49964 Objekt-ID: 54360                     | gegenüber Irnfritz 7 Standort KG: Irnfritz                       | Die Ortskapelle hl. Florian verfügt über einen vorgestellten Westturm mit Zwiebelhelm, eine eingezogene und halbrund geschlossene Apsis, Rundbogenfenster und eine Eckquaderung. Sie wurde in der zweiten Hälfte des 19. Jahrhunderts errichtet. Die Kapelle hat einen kleinen neobarocken Altar mit Säulenrahmung und einem Altarbild der hl. Familie aus der zweiten Hälfte des 19. Jahrhunderts. Zur weiteren Ausstattung zählen hölzerne Konsolfiguren der hll. Markus (?) und Johannes Nepomuk aus der Zeit um 1700 sowie eine Glocke von Johannes Baptist Dival aus dem Jahr 1727. | BDA-Hist.: Q38037187 Status: § 2a Stand der BDA-Liste: 2025-06-30 Name: Ortskapelle hl. Florian GstNr.: 49                                                                                          |
| ja   | Datei hochladen | Schloss Wildberg HERIS-ID: 34525 Objekt-ID: 32850                            | Messern 1 Standort KG: Messern                                   | Die heutige Burg-Schloss-Anlage ist ein von Süden nach Norden gestreckter Gebäudekomplex auf einer Rückfallkuppe des Westabhangs zum Haselgraben. Die umbaute Gesamtfläche beträgt 4430 m², die Hauptburg nimmt 2180 m² ein. Im südlichen höher gelegenen Teil der Anlage auf der Bergspitze befindet sich die mittelalterliche Hochburg, die heute in Teilen Ruine ist. Vom einstigen Palas sind in Teilen noch die Außenmauern, von der ehemaligen Ringmauer noch Mauerreste erhalten. Gut erhalten ist der mächtige Bergfried aus dem 14. Jahrhundert, ein für Besucher zugänglicher Rundturm mit Kegeldach und Zinnen. Seine Höhe beträgt 27 m, die Mauerstärke an der Basis 3,45 m. | BDA-Hist.: Q1414824 Status: Bescheid Stand der BDA-Liste: 2025-06-30 Name: Schloss Wildberg GstNr.: 1 Schloss Wildberg (Messern)                                                                    |
| ja   | Datei hochladen | Pranger HERIS-ID: 34526 Objekt-ID: 32851                                     | gegenüber Messern 19 Standort KG: Messern                        | Der Pranger beim Marktrichterhaus in Messern ist ein Pfeiler mit wuchtigem Blattkapitell und Kugelaufsatz, bezeichnet mit 1677. | BDA-Hist.: Q37958757 Status: § 2a Stand der BDA-Liste: 2025-06-30 Name: Pranger GstNr.: 987/5 Pranger Messern                                                                                       |
| ja   | Datei hochladen | Kath. Pfarrkirche hl. Jakobus der Ältere HERIS-ID: 50231 Objekt-ID: 54998    | südlich Messern 43 Standort KG: Messern                          | Die auf einer Anhöhe gelegene und von einem Friedhof umgebene Pfarrkirche hl. Jakobus der Ältere ist ein schlichter, im Kern gotischer Bau mit einem gerade geschlossenen gotischen Chor aus dem 14. Jahrhundert. Ende des 17. Jahrhunderts wurde das schlichte Langhaus barockisiert und nach Westen verlängert. Seine geböschten Außenmauern sind ungegliedert. Es ist durch ein Satteldach mit steinernen Giebelkreuzen gedeckt und durch Rundbogenfenster geöffnet. Über Spitzbogenfenster im Süden und Rundfenster im Osten verfügt der etwas niedrigere Chor. Im nördlichen Chorwinkel erhebt sich über einem quadratischen Grundriss ein gotischer Turm mit quadratischen Fenstern. Dessen obere Zone mit rundbogigen Schallfenstern wurde wohl um 1770 geschaffen. Seinen Zwiebelhelm erhielt er 1833. In der Höhe des Langhausdaches ist ein nach Norden gerichtetes Schartenfenster angebracht. Aus dem späten 17. Jahrhundert stammt der südliche Kapellenanbau, der durch profilierte steinerne Rundbogenfenster geöffnet ist. Die Sakristei im Norden wurde im 19. Jahrhundert angebaut. | BDA-Hist.: Q38038845 Status: § 2a Stand der BDA-Liste: 2025-06-30 Name: Kath. Pfarrkirche hl. Jakobus der Ältere GstNr.: 50 Pfarrkirche Messern                                                     |
| ja   | Datei hochladen | Galgen HERIS-ID: 61613 Objekt-ID: 74036                                      | Standort KG: Messern                                             | Auf dem Galgenberg nordwestlich des Ortes befindet sich eine weithin sichtbare mittelalterliche Richtstätte, von der drei gemauerte Rundpfeiler mit Pfostenlöchern erhalten sind. | BDA-Hist.: Q38096567 Status: Bescheid Stand der BDA-Liste: 2025-06-30 Name: Galgen GstNr.: 1077 Gallow Messern                                                                                      |
| ja   | Datei hochladen | Hügelgräberfeld Herdstetten HERIS-ID: 112885 Objekt-ID: 131110seit 2017      | Standort KG: Messern                                             | Die Hügelgräber in der Flur Herdstetten werden auf das 9. Jahrhundert n. Chr. datiert und sind slawischen Ursprungs. Das Hügelgräberfeld liegt innerhalb dieses Viereckes: Lage und Lage und Lage und Lage. Die am Standort angegebene Koordinate bezeichnet den Mittelpunkt des Viereckes. | BDA-Hist.: Q37832547 Status: Bescheid Stand der BDA-Liste: 2025-06-30 Name: Hügelgräberfeld Herdstetten GstNr.: 949/3, 972/1                                                                        |
| ja   | Datei hochladen | Kath. Pfarrkirche Mariä Geburt und Friedhof HERIS-ID: 50319 Objekt-ID: 55166 | neben Nondorf an der Wild 19 Standort KG: Nonndorf an der Wild   | Die im Norden des Ortes etwas erhöht gelegene und von einem Friedhof mit Bruchsteinmauer umgebene Pfarrkirche Mariä Geburt ist ein schlichter, im Kern romanischer Bau mit eingezogenem, korbbogig geschlossenem Chor und mittelalterlichem Nordturm. Das Langhaus und der Turm zeigen geböschte Mauern vom romanischen Vorgängerbau und sind durch eine Bänderung im Sockelgeschoß, Lisenen, eine Eckputzquaderung von der barocken Umgestaltung, leicht geschwungene Fenster mit Putzschabracken und ein profiliertes Traufgesims gegliedert. Im unteren Bereich ist der quadratische Turm mit Bruchsteinen ausgeführt, während das Mauerwerk in der mittleren Zone regelmäßig gelegt ist. Er ist nach Norden durch ein Schartenfenster geöffnet und hat im Inneren rundbogige, möglicherweise romanische Fenstergewände. Bekrönt wird er von rundbogigen Schallfenstern, einem gekehlten Traufgesims, einem Uhrengiebel und einer barocken Zwiebelhaube mit Laterne. 1767 wurden der Chor und die nördlich gelegene Sakristei gebaut. Im Apsisscheitel steht in einer Rundbogennische eine Immaculata-Figur aus der Mitte des 18. Jahrhunderts. Eine Inschriftentafel des Jahres 1794 befindet sich an der Friedhofsmauer. | BDA-Hist.: Q38039367 Status: § 2a Stand der BDA-Liste: 2025-06-30 Name: Kath. Pfarrkirche Mariä Geburt und Friedhof GstNr.: 13/1, 13/2 Pfarrkirche Mariae Geburt und Friedhof, Nonndorf an der Wild |
| ja   | Datei hochladen | Pfarrhof HERIS-ID: 50320 Objekt-ID: 55167                                    | Nondorf an der Wild 19 Standort KG: Nonndorf an der Wild         | Der im 18. Jahrhundert errichtete zweigeschoßige Pfarrhof hat flachbogige Fenstergewände und eine tonnengewölbte Küche. | BDA-Hist.: Q38039377 Status: § 2a Stand der BDA-Liste: 2025-06-30 Name: Pfarrhof GstNr.: 14/2 |
| ja   | Datei hochladen | Figurenbildstock Maria Immaculata HERIS-ID: 61614 Objekt-ID: 74037           | südlich Nondorf an der Wild 23 Standort KG: Nonndorf an der Wild | Am südlichen Ortsausgang steht auf einer Säule mit Girlandenkapitell eine mit 1742 bezeichnete Maria-Immaculate-Figur. | BDA-Hist.: Q38096576 Status: § 2a Stand der BDA-Liste: 2025-06-30 Name: Figurenbildstock Maria Immaculata GstNr.: 485                                                                               |
| ja   | Datei hochladen | Ortskapelle Reichharts HERIS-ID: 61615 Objekt-ID: 74038                      | vor Reichharts 6 Standort KG: Reichharts                         | Die Ortskapelle in Reichharts ist ein kleiner barocker Bau des späten 18. Jahrhunderts mit halbrunder Apsis und einem vorgebauten, leicht angeböschten Fassadenturm, der von einem Giebelkranz und einem Spitzhelm bekrönt wird. Im flach gedeckten Inneren ist ein rundbogiger Triumphbogen zu sehen. Der neobarocke Altar zeigt ein Madonnenrelief und zwei Putten. | BDA-Hist.: Q38096586 Status: § 2a Stand der BDA-Liste: 2025-06-30 Name: Ortskapelle Reichharts GstNr.: 50                                                                                           |
| ja   | Datei hochladen | Ortskapelle Rothweinsdorf HERIS-ID: 50497 Objekt-ID: 55543                   | vor Rothweinsdorf 18 Standort KG: Rothweinsdorf                  | Die Ortskapelle in Rothweinsdorf ist ein schlichter Bau aus der zweiten Hälfte des 19. Jahrhunderts mit einem quadratischen Ostturm mit rundbogigen Schallfenstern, der von einem Zwiebelhelm bekrönt wird. An der gekehlten Flachdecke im Inneren ist ein profiliertes Ovalmedaillon zu sehen und eine platzlgewölbte Altarnische. Aus dem dritten Viertel des 19. Jahrhunderts stammt der volkstümliche Neorenaissancealtar mit einem Altarbild des hl. Veit. Zur weiteren Ausstattung zählt eine Holzfigur der gekrönten Maria mit Kind, das wohl um 1500 angefertigt wurde. | BDA-Hist.: Q38040396 Status: § 2a Stand der BDA-Liste: 2025-06-30 Name: Ortskapelle Rothweinsdorf GstNr.: 15                                                                                        |
| ja   | Datei hochladen | Pfarrhof HERIS-ID: 50719 Objekt-ID: 55971                                    | Trabenreith 1 Standort KG: Trabenreith                           | Der Pfarrhof in Trabenreith, ein ehemaliger Meierhof mit einem Baukern aus dem 16./17. Jahrhundert, ist ein zweigeschoßiger Bau mit abgewalmtem Dach, Eckquaderritzungen und profiliertem Traufgesims. Im Erdgeschoß gibt es tonnengewölbte Räume und im Obergeschoß eine profilierte Holzbalkendecke. | BDA-Hist.: Q38041814 Status: § 2a Stand der BDA-Liste: 2025-06-30 Name: Pfarrhof GstNr.: 50 |
| ja   | Datei hochladen | Kath. Pfarrkirche hl. Johannes Nepomuk HERIS-ID: 50720 Objekt-ID: 55972      | neben Trabenreith 58 Standort KG: Trabenreith                    | Die erhöht am Nordrand des Ortes gelegene und von einer Mauer umgebene Pfarrkirche hl. Johannes Nepomuk ist eine spätbarocke Saalkirche mit Westturm und querschiffartigen Kapellenanbauten. Der schlichte Außenbau ist mit Lisenen und Rundbogenfenstern gegliedert. Zwischen geschwungenen Giebelschenkeln erhebt sich, von Gesimsen unterteilt, der vorgestellte zweigeschoßige Turm mit Ecklisenen und einem Uhrengiebel, der von einem 1802 erbauten Zeltdach bekrönt wird. | BDA-Hist.: Q38041824 Status: § 2a Stand der BDA-Liste: 2025-06-30 Name: Kath. Pfarrkirche hl. Johannes Nepomuk GstNr.: 65 Pfarrkirche hl. Johannes Nepomuk, Trabenreith                             |
| ja   | Datei hochladen | Kath. Filialkirche hl. Leopold HERIS-ID: 50790 Objekt-ID: 56144              | gegenüber Wappoltenreith 37 Standort KG: Wappoltenreith          | Die auf einem ehemaligen Hausberg erhöht gelegene Filialkirche hl. Leopold ist ein kleiner spätgotischer Bau aus der Zeit um 1500, mit einem barockisierten Langhaus, einem achtseitigen Giebelreiter und einem eingezogenen zweijochigen Chor mit Dreiachtelschluss. Die Kirche ist an der Westseite des Langhauses durch ein Schulterbogenportal aus dem frühen 16. Jahrhundert zugänglich. An der Nordseite gibt es ein zweibahniges spitzbogiges Maßwerkfenster und im Chor drei zweibahnige Maßwerkfenster, wobei das östliche abgemauert ist. Der Chor wird von Strebepfeilern gestützt. Der nordöstliche ist in den niedrigen Sakristeianbau einbezogen. | BDA-Hist.: Q38042187 Status: § 2a Stand der BDA-Liste: 2025-06-30 Name: Kath. Filialkirche hl. Leopold GstNr.: 9/1 Filialkirche Wappoltenreith                                                      |
| ja   | Datei hochladen | Bildstock HERIS-ID: 61618 Objekt-ID: 74041                                   | Standort KG: Wappoltenreith                                      | An der westlichen Ortsausfahrt von Wappoltenreith steht ein Tabernakelpfeiler mit abgefastem Schaft aus der zweiten Hälfte des 17. Jahrhunderts. | BDA-Hist.: Q38096610 Status: § 2a Stand der BDA-Liste: 2025-06-30 Name: Bildstock GstNr.: 1042/2 Tabernakelpfeiler Wappoltenreith                                                                   |